# William Haas (Sprachforscher)
William Haas (* 28. Mai 1912 in Ostrava; † 2. Februar 1997 in Manchester) war ein tschechisch-britischer Germanist, Sprachwissenschaftler und Hochschullehrer.

## Leben und Wirken

### Herkunft und Bildung, Prag 1933–1939
Von 1933 bis 1936 studierte Haas ohne Abschluss Rechtswissenschaften an der Tschechischen Universität Prag, ab 1937 an die Karlsuniversität Prag im Umfeld der Prager Schule, die ihn prägte. 1938 verfasste Haas das Theaterstück Die große Revolution über die Französische Revolution. Nach dem deutschen Einmarsch in die Tschechoslowakei 1938, flüchteten er und seine Familie (Haas und sein Vater waren Sozialdemokraten, seine Mutter "nicht-arisch") im Frühjahr 1939 vor der drohenden politischen und rassistischen Verfolgung illegal nach Polen und von dort weiter nach England ins Exil.

### Studium in Cardiff und Sprachwissenschaftler in Manchester 1940–1979
Nach wechselnden Aushilfstätigkeiten war Haas ab 1940 mit einem Stipendium der tschechischen Exilregierung, für die sein Vater arbeitete, Student der Philosophie und Germanistik an der Universität Cardiff in Wales, nach Abschluss seines Bachelor- und Masterstudiums dort von 1945 bis 1955 Lektor für Deutsch, von 1955 bis 1979 Dozent und dann Professor für allgemeine Sprachwissenschaften an der Universität Manchester.
Haas gründete mit anderen die englischen Linguistics Association und war Mitherausgeber der Zeitschrift Journal of Linguistics. 1980 nahm er an der von Florian Coulmas und Konrad Ehlich durchgeführten Konferenz für Schrift und Schriftsysteme in der Universität Bielefeld teil. Utz Maas veröffentlichte eine ausführliche Biographie zu William Haas.

## Schriften (Auswahl)

### Bücher
- als Herausgeber: Alphabets for English, Manchester University Press, 1969.
- Phono-graphic Translation, Manchester University Press, 1970.
- als Herausgeber mit Ernst Pulgram: Writing without Letters, Manchester University Press, 1976.
- Standard Languages Spoken and Written, Manchester University Press, 1982.
- Function and Structure in Linguistic Description, Universität Trier, 1984.

### Aufsätze
- Of living things, in: German Life and Letters 10/1956-1957, 62-70, 85-96, 251-257.
- General categories of language, in: Proceedings of the 6th International Congress of Linguistics [Paris 1948], Paris: Klincksieck 1949, 150-160.
- The Theory of Translation, in: Philosophy 37/1962, 208-228.
- Relevance in phonetic analysis, in: Word 15/1959, 1-18.
- Linguistic Structures [Rez. von A. Hill, Introduction to linguistic structures, New York 1958], in: Word 16/1960, 251-276.